# Kilindi (huyện)
Kilindi là một huyện thuộc vùng Tanga, Tanzania. Thủ phủ của huyện Kilindi đóng tại Kilindi. Huyện Kilindi có diện tích 7091 ki lô mét vuông. Đến thời điểm điều tra dân số ngày 25 tháng 8 năm 2002, huyện Kilindi có dân số 143792 người.